# علي شيهام
علي شيهام مواليد 26 يونيو 1975 في المالديف، هو لاعب كرة قدم مالديفي سابق كان يلعب كمهاجم.

## المسيرة الاحترافية

### أندية لعب لها
- نادي نيو راديانت

## روابط خارجية
- علي شيهام على موقع الاتحاد الدولي (مؤرشف)  (الإنجليزية)
- علي شيهام على موقع ناشيونال فوتبول تيمز (الإنجليزية)